# Mobile World Congress
El Mobile World Congress (oficialment GSMA MWC Barcelona) és la combinació de l'exposició més gran del món per a la indústria de la telefonia mòbil i un congrés on participen alts càrrecs d'empreses d'operadors mòbils, venedors i propietaris de contingut de tot el món. L'esdeveniment es coneixia prèviament com el 3GSM World Congress, però el 2008 va adoptar la denominació actual en la seva tercera edició a Barcelona, i se seguirà realitzant a Barcelona fins, com a mínim, el 2030.

## Història
La primera edició va tenir lloc el 1987 per donar a conèixer la nova tecnologia GSM. Tanmateix, com a esdeveniment global i congrés mundial de mòbils, no fou fins al 1990 que es va celebrar com a tal (a Roma, Itàlia), amb el nom de GSM World Congress. Durant els següents anys la seu va ser itinerant, i va passar per ciutats com Berlín, Lisboa, Atenes o Madrid (1995). A partir del 2008 va adoptar la denominació de Mobile World Congress.
L'any 2006 es va començar a celebrar a Barcelona, provinent de Canes, ciutat que l'havia acollit fins aquella edició des de 1996, quan va deixar de ser itinerant. Havia passat el temps i la tecnologia GSM havia anat creixent, i la ciutat de Canes es va fer petita per acollir un esdeveniment com aquest, de manera que l'organització va escollir Barcelona com a ubicació propera, encara amb el nom de 3GSM World Congress. L'èxit d'assistència amb més de 55.000 persones, junt amb la gran capacitat de la capital catalana per acollir i organitzar grans fires comercials, va convèncer GSMA de romandre a la ciutat. Entre els motius de l'elecció també es van esmentar els pavellons d'estètica anys 70s, l'entorn industrial i la seva ubicació dins de la ciutat.
En l'edició de 2008 celebrada entre l'11 i el 14 de febrer, van passar pel recinte de Fira de Barcelona més de 55.000 visitants i hi van ser presents més de 230 dirigents i conferenciants. L'any 2011 els membres de GSMA van confirmar que Barcelona seria la seu del Mobile World Congress fins al 2018. El 26 de març de 2015 es va sol·licitar formalment una pròrroga fins al 2023.
L'edició de 2020 que s'havia de fer entre el 24 i el 27 de febrer a la capital catalana es va cancel·lar arran de l'expansió de la pandèmia del coronavirus. La següent edició es va celebrar entre els dies 28 de juny i 1 de juliol de 2021, encara que va comptar amb l'assistència de prop de 20.000 persones, una xifra menor que en les anteriors edicions. Aquell any, prop de 100.000 persones es van connectar cada dia a l'oferta virtual del Mobile World Congress. Segons l'organització, hi va haver representants de 165 països, hi van participar mil expositors, i es van comptar uns 1.500 directius d'empreses.
GSMA ha ampliat la marca MWC a altres tres fires comercials, una a Shanghai, Xina (MWC Shanghai), l'altra a Las Vegas, Estats Units (MWC Las Vegas, abans MWC Los Angeles), i des del 2022 a Kigali, Ruanda (MWC Africa).
El 20 de juliol de 2022 se signà un acord per fer de Barcelona la seu del congrés fins més enllà del 2030. Per acollir el creixement futur previst, el 5 de desembre de 2023 es va col·locar la primera pedra d'un nou pavelló anomenat Hall Zero, que per a l'edició del 2027 ampliarà la superfície bruta disponible en 60.000 m2 addicionals. L'edició de 2025 se celebrarà entre els dies 3 i el 6 de març.

## Galeria

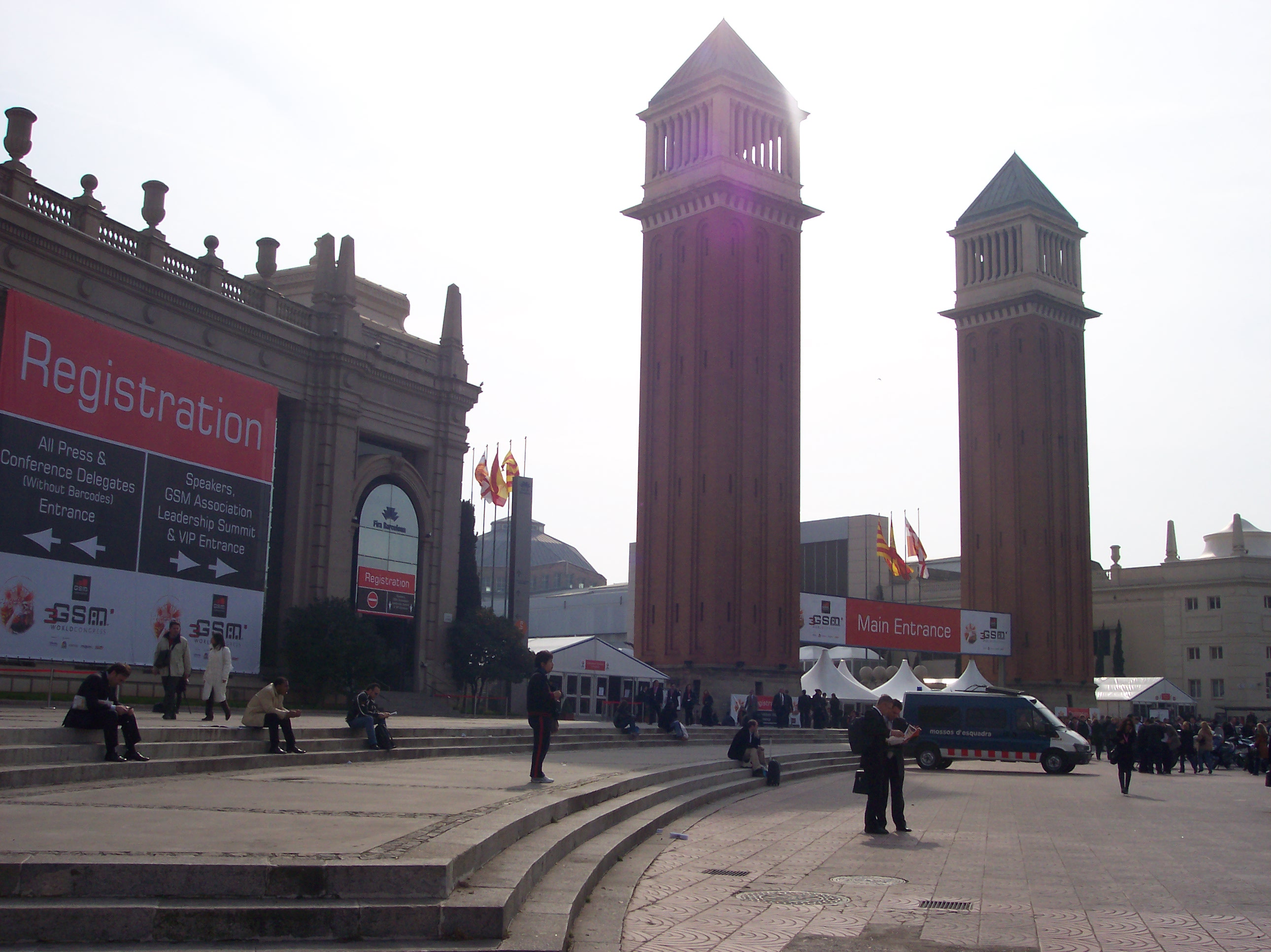
Entrada principal de la primera edició del MWC a Barcelona el 2006, encara anomenada 3GSM World Congress
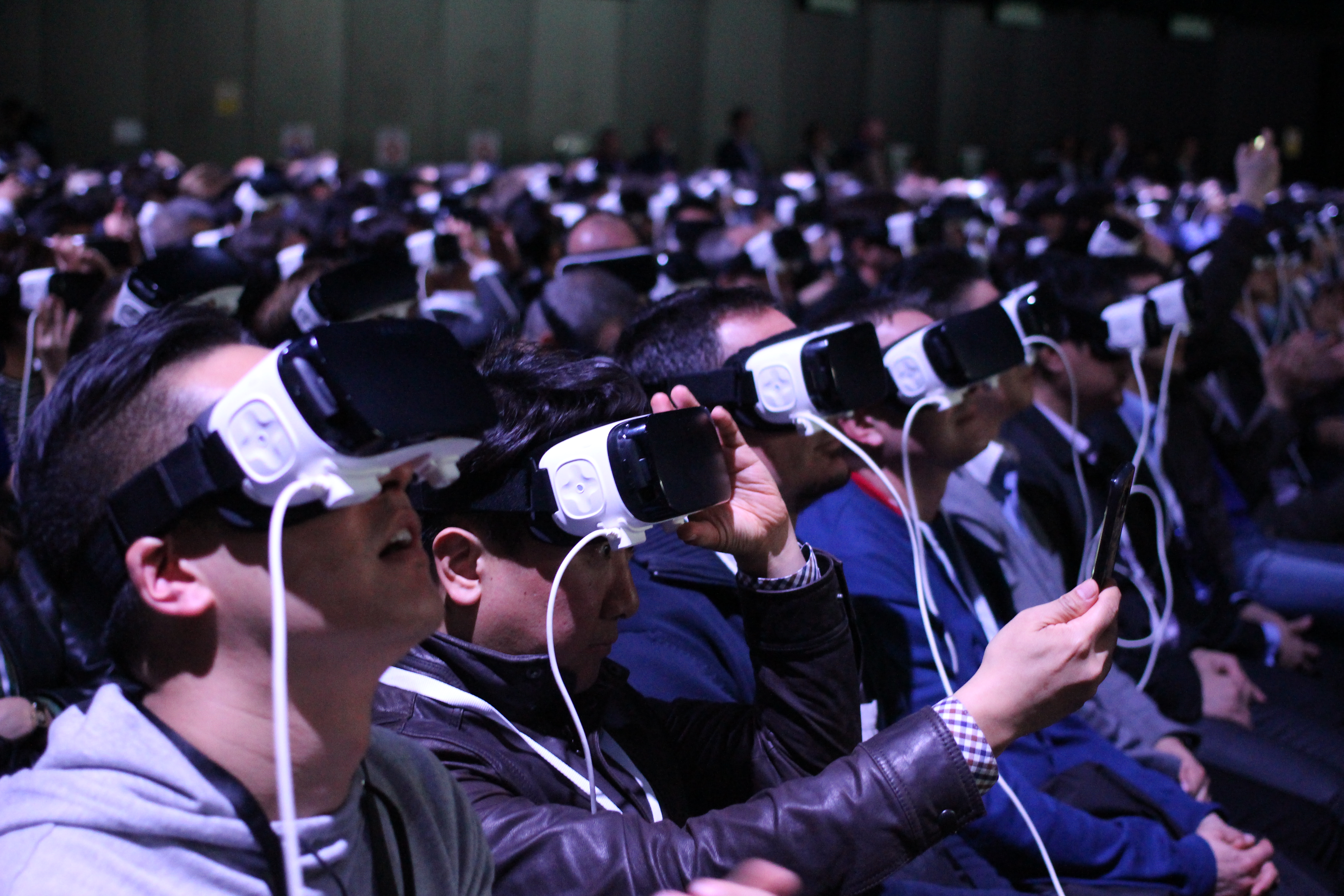
Samsung Gear VR durant el Mobile World Congress 2016
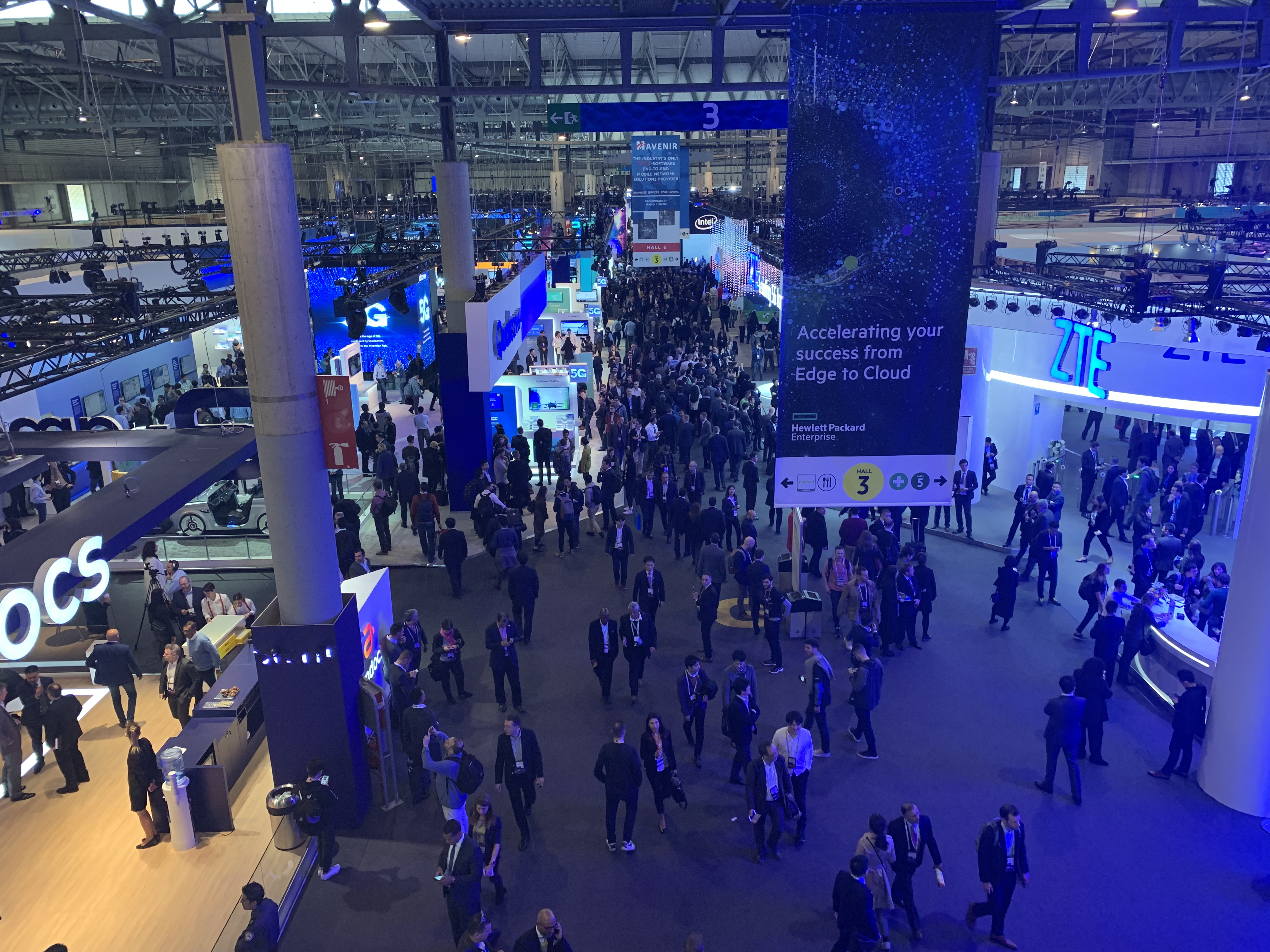
Zona d'exposició de MWC Barcelona 2019
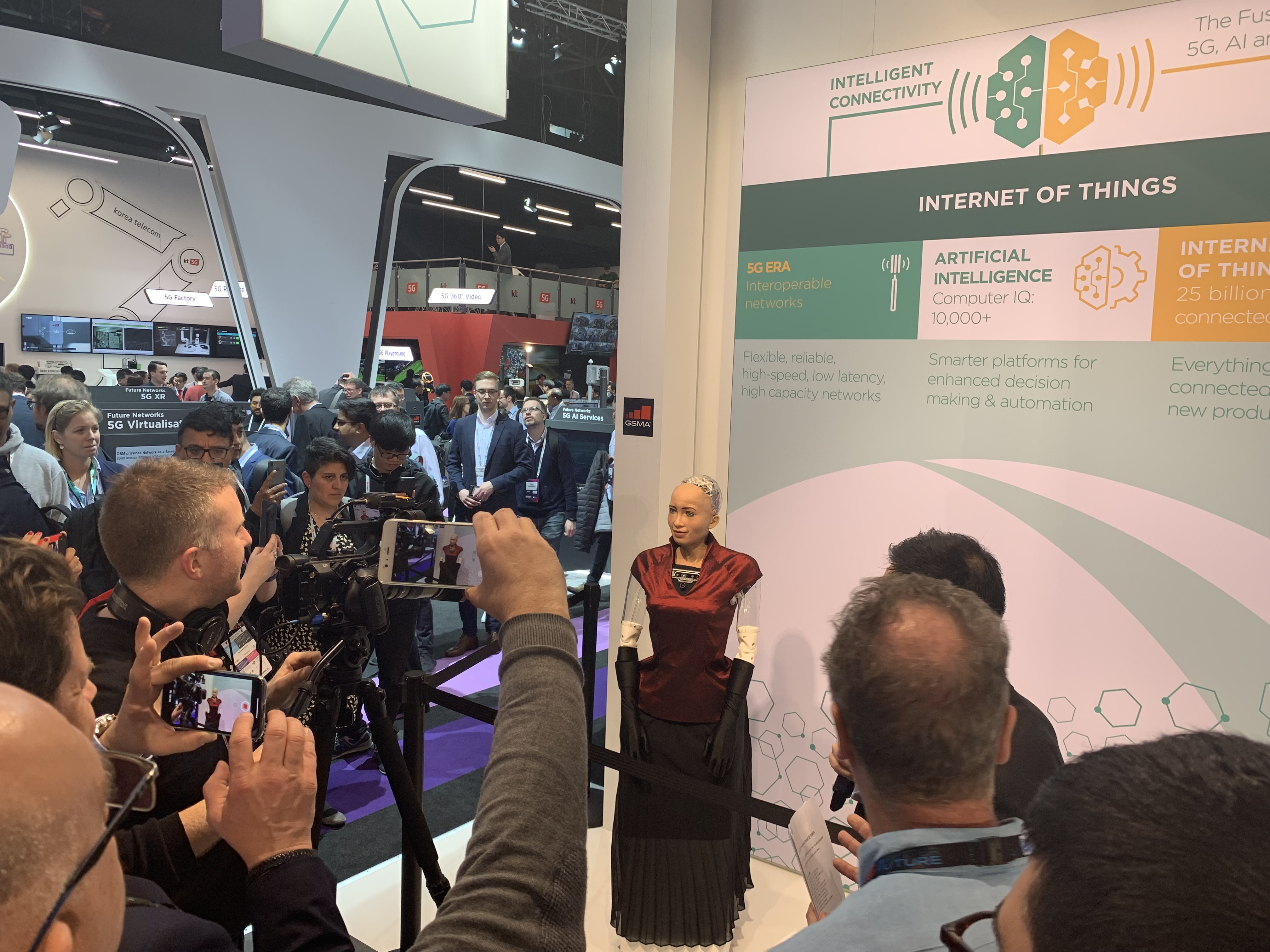
Demostració d'un robot humanoide durant el MWC Barcelona 2019
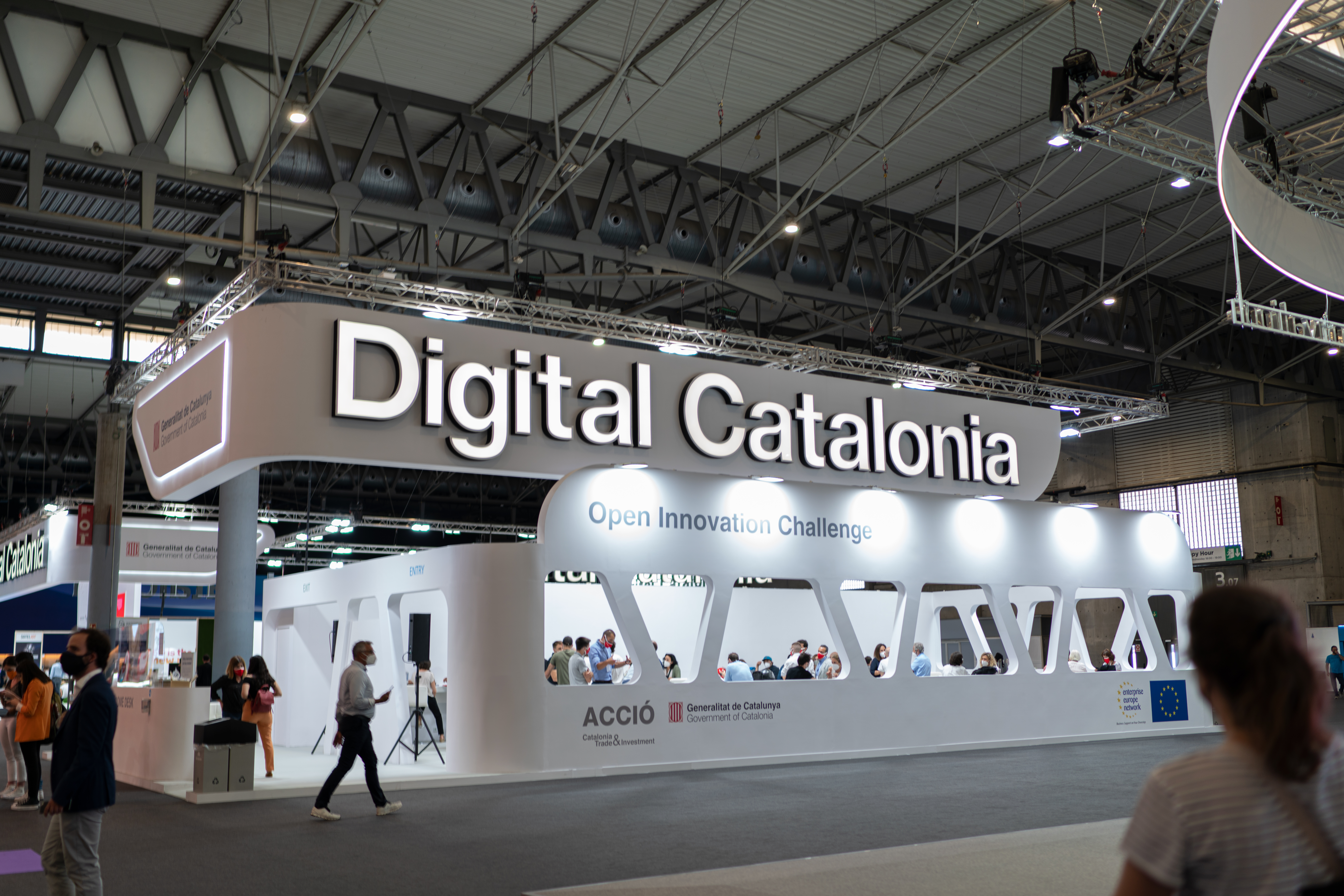
Estand de la Generalitat de Catalunya al GSMA Mobile World Congress 2021
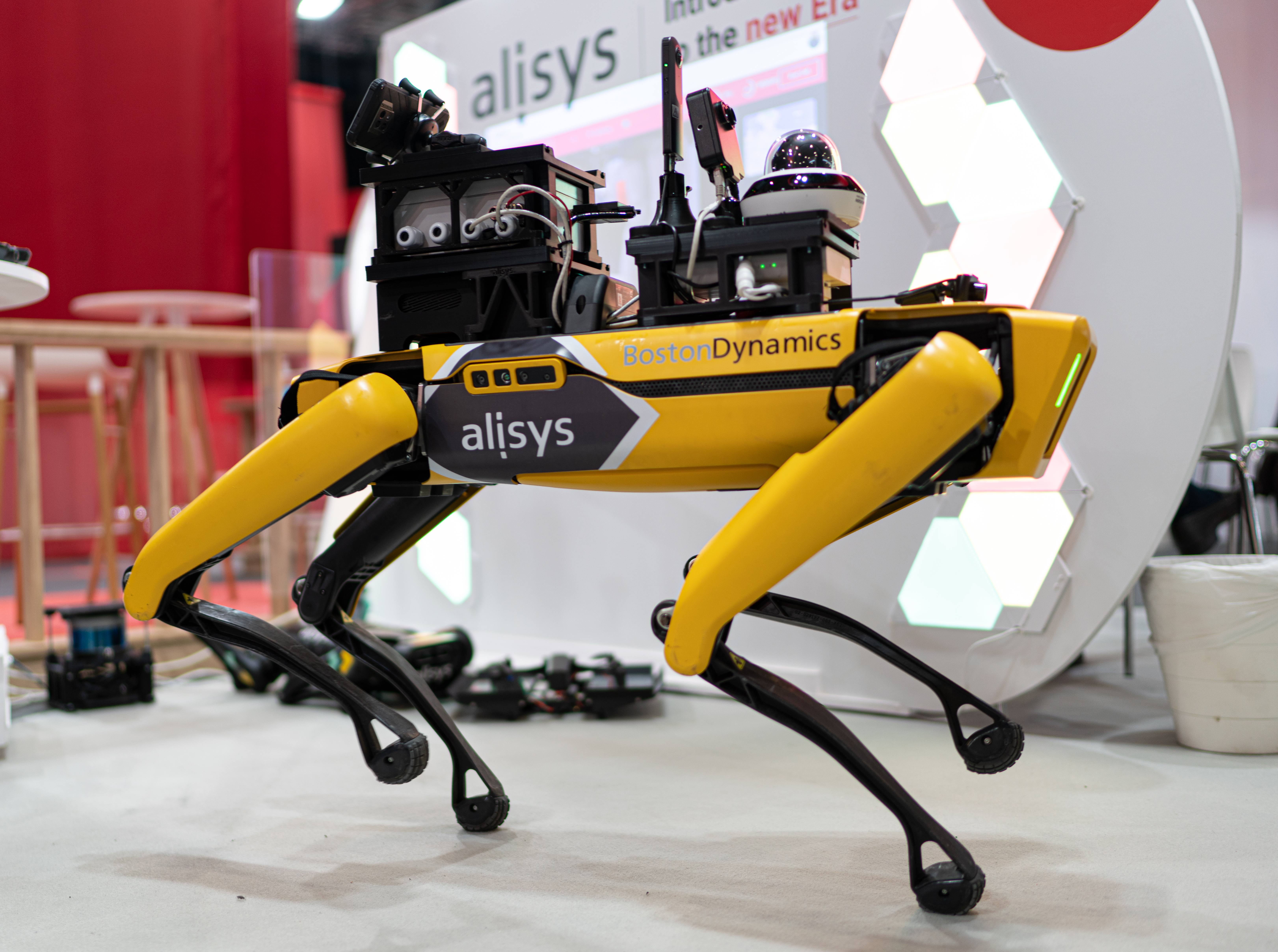
Robot de Boston Dynamics al GSMA Mobile World Congress 2021
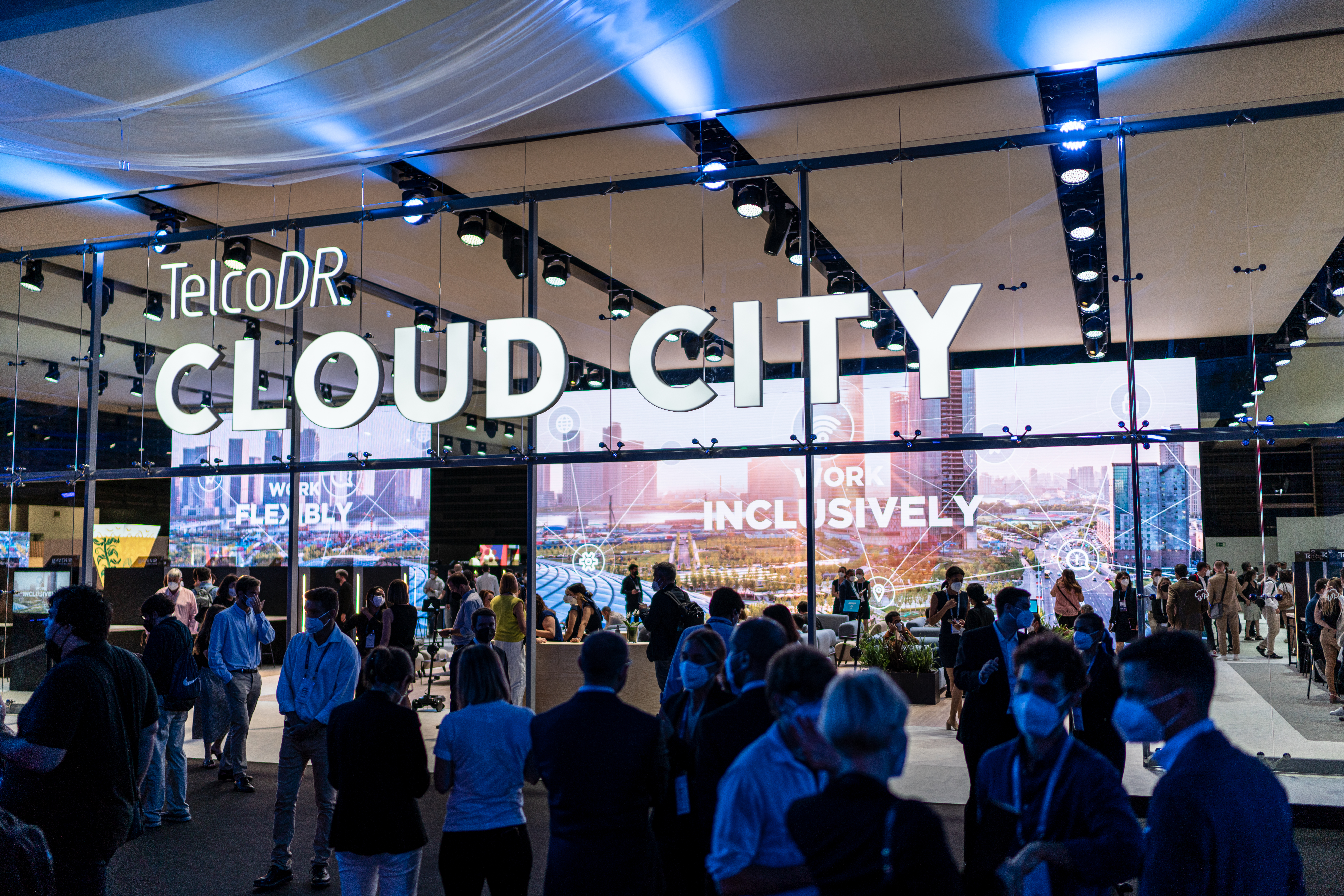
Demostracions sobre smart cities al GSMA Mobile World Congress 2021
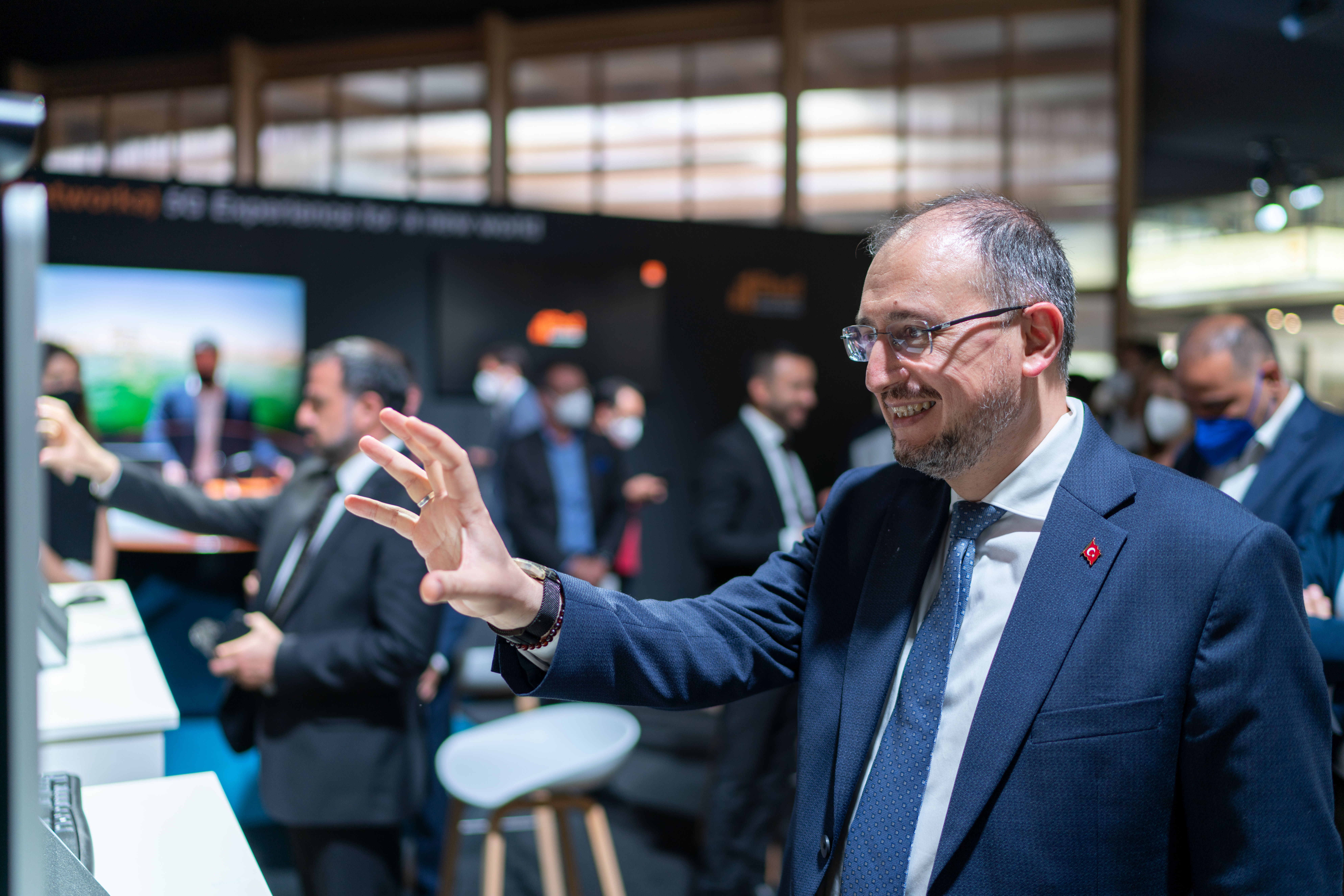
GSMA Mobile World Congress 2021
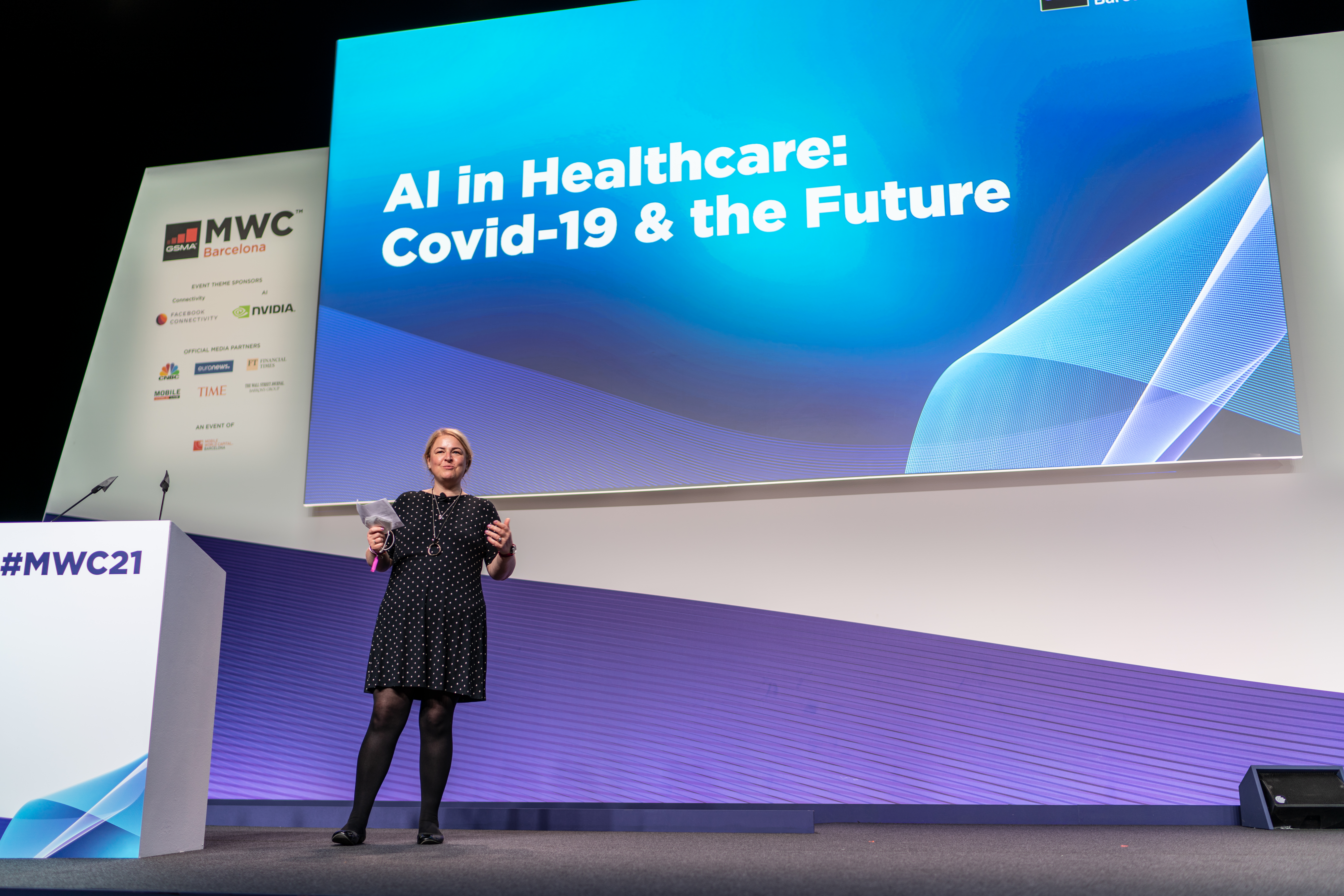
La COVID-19 tractada al GSMA Mobile World Congress 2021

## Edicions i novetats presentades
| Any       | Denominació                | Dates                                            | Ubicació                                         | Expositors                                                                  | Superfície neta (m2)                             | Assistència                                         | Núm. països d'origen                             | Mitjans presents                                 | Impacte econòmic local (MEUR)                    | Novetats |
| --------- | -------------------------- | ------------------------------------------------ | ------------------------------------------------ | --------------------------------------------------------------------------- | ------------------------------------------------ | --------------------------------------------------- | ------------------------------------------------ | ------------------------------------------------ | ------------------------------------------------ | --- |
| 2025      | GSMA Mobile World Congress | 3 i 6 de març                                    |                                                  |                                                                             |                                                  |                                                     |                                                  |                                                  |                                                  | |
| 2024      | GSMA Mobile World Congress | 26 al 29 de febrer                               | Fira de Barcelona - Gran Via                     | 2.700 (inclosos 930 de 4YFN)                                                | 120.000 m2 (els 8 pavellons disponibles)         | 101.000 (404.000 espectadors únics de forma remota) | 205                                              |                                                  | 461 MEUR                                         | Entre les novetats hi va haver un vaixell de la Copa Amèrica i un cotxe volador, tot i que l'àmbit va ser la intel·ligència artificial. |
| 2023      | GSMA Mobile World Congress | 27 de febrer al 2 de març                        | Fira de Barcelona - Gran Via                     | 2.400 (hi van participar 30 empreses catalanes, a part de 290 més al 4YFN). |                                                  | 88.500                                              |                                                  | 1.200                                            | 350 MEUR, 7.400 llocs de treball temporals*      | Lema: "Velocity". Ámbits clau: acceleració 5G, realitat+, OpenNet, FinTech i Digital Everything. Àrea destinada a la sostenibilitat i el medi ambient. Celebració del 'Ministerial Programme', trobada més gran del món de polítics que han impulsat la tecnologia. Tornen al congrés els delegats de la Xina, absents l'edició anterior. |
| 2022      | GSMA Mobile World Congress | 28 de febrer al 3 de març (presencial)           | Fira de Barcelona - Gran Via                     | 1.900                                                                       |                                                  | 60.000                                              | 200                                              | 1.600                                            | 240 MEUR, 6.700 llocs de treball temporals       | Aparells de TV transparents; la connectivitat 5G i 6G, la realitat virtual interactiva (metavers) i la intel·ligència artificial, carregador que omple al 100% la bateria en només 9 minuts. Nou espai Industry City (indústria 4.0), per a demostracions interactives de projectes d'innovació (tecnofinances, fabricació i mobilitat intel·ligents). |
| 2021      | GSMA Mobile World Congress | (semipresencial)                                 | Fira de Barcelona - Gran Via                     | 700                                                                         |                                                  | 20.000                                              |                                                  |                                                  |                                                  | Més de 100.000 persones connectades remotament. |
| 2020      | GSMA Mobile World Congress | Cancel·lat a causa de la pandèmia de la Covid 19 | Cancel·lat a causa de la pandèmia de la Covid 19 | Cancel·lat a causa de la pandèmia de la Covid 19                            | Cancel·lat a causa de la pandèmia de la Covid 19 | Cancel·lat a causa de la pandèmia de la Covid 19    | Cancel·lat a causa de la pandèmia de la Covid 19 | Cancel·lat a causa de la pandèmia de la Covid 19 | Cancel·lat a causa de la pandèmia de la Covid 19 | |
| 2019      | GSMA Mobile World Congress | 25 de febrer al 28 de febrer                     | Fira de Barcelona - Gran Via                     | 2.400                                                                       | 120.000 m²                                       | 109.000                                             | 200                                              |                                                  | 473 MEUR                                         | Mòbils plegables i les tauletes electròniques que es transformen. |
| 2018      | GSMA Mobile World Congress | 27 de febrer a l'1 de març                       | Fira de Barcelona - Gran Via                     | 2.400                                                                       |                                                  | 107.000                                             |                                                  |                                                  | 471 MEUR                                         | Samsung hi va presentar el nou Galaxy S9 i S9+, que va incorporar el sensor d'empremtes dactilars; s'hi van presentar dispositius 5G que havien estat provats en els Jocs Olímpics d'Hivern previs. |
| 2017      | GSMA Mobile World Congress | 27 de febrer al 2 de març                        | Fira de Barcelona - Gran Via                     | 2.200                                                                       | 115.000 m²                                       | 108.000                                             |                                                  | 3.900                                            | 465 MEUR, 13.200 llocs de treball                | Lema: “Mobile: the next element” (el mòbil: l’element següent). Programes Women4Tech i Youth Mobile Festival Barcelona (YoMo Barcelona), a Fira Montjuïc i Ciutat Connectada. |
| 2016      | GSMA Mobile World Congress | 22 al 25 de febrer                               | Fira de Barcelona - Gran Via                     | 2.200                                                                       | 110.000 m²                                       | 101.000                                             | 204                                              | 3.500                                            | 460 MEUR, 13.000 llocs de treball                | [ 35 ] [ 36 ] [ 37 ] |
| 2015      | GSMA Mobile World Congress | 2 al 5 de març                                   | Fira de Barcelona - Gran Via                     | 2.000                                                                       | 100.000 m²                                       | 93.000                                              | 200                                              | 3.800                                            | 436 MEUR, 12.675 llocs de treball                | Innovation City, un entorn virtual on veure les aplicacions del dia a dia en una smart city. Especial rellevància dels wearables, internet de les coses i mitjans de pagament mòbils. Es van compensar totes les emissions de CO2. El fundador de Facebook Mark Zuckerberg hi va fer una conferència per segon any consecutiu. |
| 2014      | GSMA Mobile World Congress | 24 al 27 de febrer                               | Fira de Barcelona - Gran Via                     | 1.800                                                                       | 98.000 m²                                        | 85.000                                              | 201                                              | 3.800                                            | 397 MEUR, 12.361 llocs de treball                | 4Years From Now (4YFN), plataforma de negocis per descobrir iniciatives emprenedores, 1.200 punts de connexió Wi-fi, una de les xarxes més potents del món instal·lades en un recinte firal, 14 quilòmetres de fibra òptica i 52 quilòmetres de cable de xarxa, capacitat de 10.000 Mbps (5.000 de càrrega i 5.000 de descàrrega); funcionalitats avançades a la Mobile World Congress App. Primer cop que ocupa tant Gran Via com Montjuïc; en l'edició dels wearables, Fitbit va premiar als assistents que van fer més exercici. Per primer cop el fundador de Facebook Mark Zuckerberg hi va fer una conferència el 24 de febrer. |
| 2013      | GSMA Mobile World Congress | 25 al 28 de febrer                               | Fira de Barcelona - Gran Via                     | 1.700                                                                       | 94.000 m²                                        | 72.000                                              | 200                                              | 3.400                                            | 362 MEUR, 9.940 llocs de treball                 | Primer any a les instal·lacions de Gran Via. ocupant els 8 pavellons existents. |
| 2012      | GSMA Mobile World Congress | 27 de febrer a l'1 de març                       | Fira de Barcelona - Montjuïc                     | 1.500                                                                       | 70.500 m²                                        | 67.000                                              | 205                                              | 3.300                                            | 301 MEUR                                         | 140 delegacions estatals; desenvolupament APP; programa mPowered Brands. Samsung presenta la tauleta Galaxy Note 10.1, enfocada al disseny i l'escriptura. Google presenta una nova versió del Chrome per a mòbils molt més ràpid. LG, Huawei, HTC o ZTE presenten nous terminals Android, mentre que Sony en presenta Xperia en solitari sense la seva aliança anterior amb Ericsson. Nokia presenta el Lumia 900, que recupera el seu sistema operatiu Symbian. Windows per la seva banda hi presenta el seu nou Windows 8, enfocat al multidispositiu interconnectat.                                                              |
| 2011      | GSMA Mobile World Congress | 14 al 17 de febrer                               | Fira de Barcelona - Montjuïc                     | 1.400                                                                       | 58.600 m²                                        | 60.000                                              | 200                                              | 2.900                                            | 275 MEUR                                         | Google hi assisteix per primera vegada. Mobile World Capital, premi a la Millor Iniciativa Empresarial 2011 segons El Periódico. Els telèfons Nokia incorporaran el Windows Phone com a sistema operatiu. Malgrat l'absència d'Apple del MWC, el seu iPhone 4 fou premiat com el millor smartphone, mentre HTC destacat com el millor fabricant. També fou l'any del llançament de noves tauletes, alternatives a l'iPad. Blackberry es va mostrar preocupada per la major disponibilitat d'aplicacions per iOS i Androd. |
| 2010      | GSMA Mobile World Congress | 15 al 18 de febrer                               | Fira de Barcelona - Montjuïc                     | 1.300                                                                       | 56.077 m²                                        | 49.000                                              | 200                                              | 2.400                                            | 224 MEUR                                         | L'APP Planet va ocupar tot un pavelló en la seva primera edició, atraient 20.000 visites; el president i director executiu de Google, Eric Schmidt, hi va pronunciar una conferència. |
| 2009      | GSMA Mobile World Congress | 16 al 19 de febrer                               | Fira de Barcelona - Montjuïc                     | 1.380                                                                       | 50.000 m²                                        | 47.000                                              | 189                                              | 2.400                                            | 220 MEUR                                         | Lema: "Think Forward"; primer MOFILM, un festival de curts fets amb mòbil. |
| 2008      | GSMA Mobile World Congress | 11 al 14 de febrer                               | Fira de Barcelona - Montjuïc                     | 1.300                                                                       | 51.597 m²                                        | 55.000                                              | 191                                              | 2.700                                            | 140 MEUR                                         | En aquesta edició Televisió de Catalunya hi va presentar una versió per a mòbils del portal TV3minuts i una sèrie especialment pensada per a mòbil "A Pera picada". |
| 2007      | 3GSM World Congress        | 12 al 15 de febrer                               | Fira de Barcelona - Montjuïc                     | 1.400                                                                       |                                                  | 55.000                                              |                                                  |                                                  | 100 MEUR                                         | En un any en què Apple va llançar al mercat l'iPhone (tot i que no durant el congrés), Microsoft va presentar la disponibilitat del seu Office en el sistema operatiu Windows Phone 6. Per la seva banda, la Generalitat va acordar amb Nokia i altres fabricants incloure el català en tots els seus mòbils. L'Adobe Reader 8 va incorporar també el català com a llengua d'interfície. |
| 2006      | 3GSM World Congress        | 13 al 16 de febrer                               | Fira de Barcelona - Montjuïc                     | 962                                                                         | 39.000 m²                                        | 50.000                                              |                                                  | 1.900                                            | 100 MEUR                                         | Nou Nokia 8800 millor mòbil del congrés; Motorola RAZR V3x (amb navegador web i email) millor mòbil 3G; noves pantalles VGA de 640x480 px; primer mòbil Nokia 3G+Wi-Fi; telèfons Motorola amb Google preinstal·lat; Motorola ROKR amb iTunes. |
| 2005      | 3GSM World Congress        |                                                  | Cannes                                           | 600                                                                         |                                                  | 34.900                                              |                                                  | 1.200                                            |                                                  | Nous amples de banda: de GSM a HSDPA i 3G; aliança Nokia amb Microsoft per poder suportar ActiveSync and Media Player en el futur; inici de les companyies asiàtiques. |
| 1996-2004 | GSM World Congress         |                                                  | Cannes                                           |                                                                             |                                                  |                                                     |                                                  |                                                  |                                                  | Seu fixa a Canes durant 10 edicions. |
| 1987-1995 | GSM World Congress         |                                                  | Itinerant: Roma, Berlín, Lisboa, Atenes o Madrid |                                                                             |                                                  |                                                     |                                                  |                                                  |                                                  | La darrera edició itinerant fou la de Madrid el 1995. |